# Bengt Holmqvist
För andra personer med namnet, se Bengt Holmquist
Bengt Johan Christoffer Holmqvist, född 15 mars 1924 i Åbo, Finland, död 22 november 2002 i Stockholm, var en finlandssvensk författare och litteraturkritiker.

## Biografi
Holmqvist blev pol. mag. i Åbo 1948. Som litteraturkritiker kom han att medarbeta i de finländska tidningarna Åbo Underrättelser och Nya Pressen 1946–49, samt i svenska Aftontidningen 1948–1949. Han bosatte sig i Sverige 1950, och skrev för Stockholms-Tidningen 1950–1955 och Dagens Nyheter från 1955, samt i tidskrifterna Prisma, Utsikt, Poesi, Bokvännen samt BLM. I Sverige är han främst identifierad med Dagens Nyheter, på vars kultursida han regelbundet skrev litteraturkritik i cirka 30 år. Holmqvist blev snabbt en av Sveriges mest respekterade yngre litteraturkritiker och kom på sätt och vis att förkroppsliga både nykritiken och 50-talets modernistiska, kosmopolitiska och formorienterade litteraturklimat. Åren 1968–1971 var han medlem i juryn för Nordiska rådets litteraturpris.

### Familj
Holmqvist var son till lektorn Oskar Holmqvist (1886–1973) och Edit Lindström (1886–1956). Han gifte sig 1948 med översättaren Margaretha Holmqvist.

### Översättningar
- Georg Christoph Lichtenberg, Aforismer, red. Bengt Holmqvist, ill. Mark Sylwan (Stockholm: Tiden, 1949). Libris 484685
- Clemens Brentano, Den tredubblade målaren och de ungerska nationalansiktena: Historien om den hederlige Kasper och den vackra Annerl (Die mehreren Wehmüller und ungarischen Nationalgesichter och Geschichte vom braven Kasperl und dem schönen Annerl), övers. tillsammans med Margareta Holmqvist, inledning Bengt Holmqvist (Stockholm: Tiden, 1955). Libris 1435432
- Gustave Flaubert, Lexikon över vedertagna åsikter (Dictionnaire des idées reçues), övers. och inledning Bengt Holmqvist (Stockholm: Tiden, 1958; även i antologin Satiricon: de elaka böckernas bok, Stockholm: Tiden, 1958). Libris 1314428

### Antologier (urval)
- En bukett fransk lyrik, red. Bengt Holmqvist, ill. Yngve Berg (Stockholm: Natur & Kultur, 1951). Libris 169071
- 40-talslyrik: ett urval, red. Bengt Holmqvist, Erik Lindegren och Karl Vennberg (Stockholm: Bonnier, 1951). Libris 1202986
- Dikt och mening, red. Bengt Holmqvist och Stig Carlson (Stockholm: FiB:s Lyrikklubb, 1954). Libris 98258
- 50-talslyrik: ett urval, red. Bengt Holmqvist och Folke Isaksson (Stockholm: Bonnier, 1955). Libris 1415795
- Johan Ludvig Runeberg, Dikter, red. Bengt Holmqvist (Stockholm: FiB:s Lyrikklubb, 1955). Libris 1416618
- Satiricon: de elaka böckernas bok, red. Bengt Holmqvist, ill. Mark Sylwan (Stockholm: Tiden, 1958). Libris 867892
- Världens bästa noveller i urval, red. Bengt Holmqvist (Stockholm: Natur & Kultur, 1961). Libris 501655
- 40-tal: en prosaantologi, red. och inledning Bengt Holmqvist (Stockholm: Rabén & Sjögren, 1964). Libris 8198169
- Satir 1: från Aristofanes till Voltaire, red. Bengt Holmqvist (Stockholm: Prisma, 1966). Libris 8081134
- Satir 2: från Byron till Dagerman, red. Bengt Holmqvist (Stockholm: Prisma, 1966). Libris 8081135
- Nelly Sachs, Das Buch der Nelly Sachs, red. Bengt Holmqvist (på tyska) (Frankfurt am Main: Suhrkamp, 1968). Libris 594496
- Nelly Sachs, Die Gedichte der Nelly Sachs. Bd. 2: Suche nach Lebenden, red. Bengt och Margareta Holmqvist (på tyska) (Frankfurt am Main: Suhrkamp, 1971). Libris 300116
- Nelly Sachs, Teile dich Nacht: die letzten Gedichte, red. Bengt och Margareta Holmqvist (på tyska) (Frankfurt am Main: Suhrkamp, 1971). Libris 87135
- Stig Carlson, Sista dikter, red. Bengt Holmqvist och Stig Sjödin (Stockholm: Norstedts, 1971). Libris 7151534. ISBN 911715071X
- Desiderius Erasmus, Dårskapens lov, red. Bengt Holmqvist, ill. Monica Schulz (Stockholm: Bokvännerna, 1974). Libris 7591334. ISBN 9170220638
- Johannes Edfelt, Följeslagare: dikttolkningar från sex decennier, red. och efterord Bengt Holmqvist, ill. Pierre Österholm (Stockholm: Bonnier, 1989). Libris 7147795. ISBN 9100477338
- Bertil Malmberg, Vem spelade mig?: dikter, red. och efterskrift Bengt Holmqvist (Stockholm: Bonnier, 1989). Libris 7147733. ISBN 9100476641

## Priser och utmärkelser
- 1966 – Schückska priset
- 1971 – Läkerols svenska kulturpris
- 1982 – Gun och Olof Engqvists stipendium
- 1987 – Lotten von Kraemers pris
- 1988 – Gerard Bonniers pris
- 1990 – Övralidspriset